# Chryso-hypnum simorrhynchum
Chryso-hypnum simorrhynchum là một loài Rêu trong họ Hypnaceae. Loài này được Hampe mô tả khoa học đầu tiên năm 1870.